# Oração
Chansons représentant le Portugal au Concours Eurovision de la chanson
Sol de inverno
(1965)
Oração (« Prière ») est une chanson interprétée par António Calvário, sortie en 1964 en 45 tours.
C'est la chanson représentant le Portugal au Concours Eurovision de la chanson 1964. C'est également la première chanson ayant représenté le Portugal dans l'histoire de l'Eurovision.

## À l'Eurovision

### Sélection
La chanson est sélectionnée le 2 février 1964 lors du Festival da Canção 1964, pour représenter le Portugal au Concours Eurovision de la chanson 1964 le 21 mars à Copenhague, au Danemark.

### À Copenhague
La chanson est intégralement interprétée en portugais, langue officielle du Portugal, comme le veut la coutume avant 1966. L'orchestre est dirigé par le Danois Kai Mortensen.
Oração est la onzième chanson interprétée lors de la soirée du concours, suivant Où sont-elles passées ? de Romuald pour Monaco et précédant Non ho l'età, chanson qui sera lauréate de l'Eurovision 1964, de Gigliola Cinquetti pour l'Italie.
À l'issue du vote, elle n'obtient pas de points, se classant par conséquent 13e et dernière — à égalité avec Man gewöhnt sich so schnell an das Schöne de Nora Nova pour l'Allemagne, I miei pensieri d'Anita Traversi pour la Suisse et Život je sklopio krug de Sabahudin Kurt pour la Yougoslavie — sur 16 chansons,.

## Liste des titres
| A1. | Oração             | Francisco Nicholson, Rogério Bracinha, João Nobre |  |
| A2. | Notre-Dame d'amour |                                                   |  |
| B1. | Alma De Boémio     |                                                   |  |
| B2. | Tricana            |                                                   |  |

## Historique de sortie
| Pays     | Date | Format         | Label         |
| -------- | ---- | -------------- | ------------- |
| Portugal | 1964 | super 45 tours | A Voz do dono |